# 钟形蓼黑粉菌
钟形蓼黑粉菌（学名：Ustilago ocrearum）是属于黑粉菌目黑粉菌科黑粉菌属的一种真菌，寄生在蓼属上。该种分布于中国、尼泊尔、印度。